# Veldrit Gieten
Das Veldrit Gieten war ein niederländisches Cyclocrossrennen.

## Geschichte
Der Wettbewerb wurde erstmals 1976 in Gieten in der Provinz Drenthe ausgetragen und fand bis 2021 ununterbrochen jedes Jahr statt. Schauplatz war ein Baggersee im Wald westlich des Orts mit Sandstrand und einigen steilen Anstiegen. Der Termin des Rennens lag meistens im November.
Außer den jährlichen Rennen diente der Parcours den Cyclocross-Weltmeisterschaften 1991, bei denen Radomír Šimůnek gewann. Fünfmal wurden die niederländischen Meisterschaften in Gieten abgehalten (1979, 1985, 1991, 2000, 2014).
1989 wurde der Cross Teil der Superprestige-Serie, der er 33 Jahre lang angehörte. War Superprestige anfangs eine internationale Serie vergleichbar mit dem heutigen Weltcup, konzentrierte er sich im Laufe der Zeit immer mehr auf Belgien. Ab 2009 war der Cyclocross Gieten das letzte nicht-belgische Rennen im Superprestige, womit es neben dem GP Adrie van der Poel das wichtigste Cyclocrossrennen der Niederlande war. Nachdem Flanders Classics die Organisation des Superprestige übernommen hatte, zeigten sie wenig Interesse an einer weiteren Zusammenarbeit. Da es den Organisatoren in Gieten nicht gelang, eine alternative Finanzierung sicherzustellen, musste das Rennen nach 46 Jahren seine Existenz einstellen.
Rekordsieger bei den Männern ist der Belgier Sven Nys mit acht Erfolgen. Bei den Frauen, deren Rennen seit 1995 organisiert wurde, gewann Daphny van den Brand sieben Mal.

## Siegerliste

### Männer
- 1976:  Hans Steekers
- 1977:  Gerrit Scheffer
- 1978:  Herman Snoeijink
- 1979:  Herman Snoeijink
- 1980:  Reiner Paus
- 1981:  Reinier Groenendaal
- 1982:  Reinier Groenendaal
- 1983:  Reinier Groenendaal
- 1984:  Radomír Šimůnek
- 1985:  Roland Liboton
- 1986:  Paul De Brauwer
- 1987:  Roland Liboton
- 1988:  Paul De Brauwer
- 1989:  Paul De Brauwer
- 1990:  Danny De Bie
- 1991:  Danny De Bie
- 1992:  Danny De Bie
- 1993:  Paul Herijgers
- 1994:  Paul Herijgers
- 1995:  Erwin Vervecken
- 1996:  Adrie van der Poel
- 1997:  Richard Groenendaal
- 1998:  Sven Nys
- 1999:  Sven Nys
- 2000:  Richard Groenendaal
- 2001:  Sven Nys
- 2002:  Sven Nys
- 2003:  Bart Wellens
- 2004:  Sven Nys
- 2005:  Richard Groenendaal
- 2006:  Sven Nys
- 2007:  Niels Albert
- 2008:  Klaas Vantornout
- 2009:  Sven Nys
- 2010:  Tom Meeusen
- 2011:  Sven Nys
- 2012:  Klaas Vantornout
- 2013:  Niels Albert
- 2014:  Mathieu van der Poel
- 2015:  Wout van Aert
- 2016:  Mathieu van der Poel
- 2017:  Mathieu van der Poel
- 2018:  Mathieu van der Poel
- 2019:  Eli Iserbyt
- 2020:  Toon Aerts
- 2021:  Toon Aerts

### Frauen
- 1995:  Jet Jongeling
- 1996:  Reza Hormes-Ravenstijn
- 1997:  Daphny van den Brand
- 1998:  Daphny van den Brand
- 1999:  Daphny van den Brand
- 2000:  Daphny van den Brand
- 2001:  Daphny van den Brand
- 2002:  Reza Hormes-Ravenstijn
- 2003:  Reza Hormes-Ravenstijn
- 2004:  Marianne Vos
- 2005:  Marianne Vos
- 2006:  Marianne Vos
- 2007:  Pavla Havlíková
- 2008:  Sanne van Paassen
- 2009:  Daphny van den Brand
- 2010:  Daphny van den Brand
- 2011:  Marianne Vos
- 2012:  Helen Wyman
- 2013:  Helen Wyman
- 2014:  Sanne Cant
- 2015:  Sanne Cant
- 2016:  Sanne Cant
- 2017:  Maud Kaptheijns
- 2018:  Annemarie Worst
- 2019:  Ceylin del Carmen Alvarado
- 2020:  Ceylin del Carmen Alvarado
- 2021:  Lucinda Brand